# Convento da Cartuxa (Évora)
O Mosteiro de Santa Maria Scala Coeli, vulgarmente chamado Convento da Cartuxa, é um mosteiro de clausura situado na freguesia de Malagueira e Horta das Figueiras, no município de Évora, junto à estrada de Arraiolos, a cerca de 1 km das Portas da Lagoa.
A Igreja do Mosteiro está classificada como Monumento Nacional desde 1910, estando o restante do Mosteiro em vias de classificação.

## História e descrição
Este vasto mosteiro, tendo sido o primeiro da Ordem dos Cartuxos (ou de São Bruno) a ser construído em Portugal, foi fundado em 8 de Dezembro de 1587 pelo Arcebispo de Évora, D. Teotónio de Bragança. 
O edifício, situado junto ao elegante Aqueduto da Água da Prata, destaca-se pela sua bela fachada renascentista, em mármore, cuja autoria é atribuída aos famosos arquitectos Felipe Terzi e Giovanni Vicenzo Casali. No interior do templo, pode-se admirar o vasto cadeiral monástico e o grande retábulo de talha dourada do altar-mor. O claustro, com 98 metros em cada corredor, é o maior de Portugal.
Em 1834, os monges cartuxos abandonaram o mosteiro, devido à extinção das ordens religiosas em Portugal. Perderam-se então muitas pinturas e a preciosa biblioteca, parte da qual está hoje no Arquivo Nacional da Torre do Tombo. Serviu de Escola Agrícola, até ser vendido em 1869 a José Maria Eugénio de Almeida, entrando na posse da família dos Condes de Vilalva.
Já no século XX, o convento foi restaurado por iniciativa do bisneto de José Maria E. Almeida, Vasco Maria Eugénio de Almeida (o instituidor da Fundação Eugénio de Almeida), que, em 1960, chamou de novo os monges cartuxos a habitá-lo, com o consentimento do Arcebispo de Évora, D. Manuel Trindade Salgueiro.
Vasco Maria E. Almeida morreu a seguir ao 25 de Abril (em 1975), depois da ocupação de algumas das suas terras, tendo antes criado, na ausência de herdeiros directos, em 1963, a Fundação Eugénio de Almeida a cujo património pertence entre outras propriedades e imóveis, a Quinta e o Convento da Cartuxa.
Em outubro de 2019, os quatro monges da Ordem da Cartuxa que viviam no mosteiro (dois octogenários e dois nonagenários) mudaram-se para outro mosteiro, em Espanha.
O espaço foi ocupado por uma congregação feminina fundada em 1988, as Servidoras do Senhor e da Virgem de Matará, o ramo feminino da Família Religiosa do Verbo Encarnado, sendo constituída por 1.350 monjas, espalhadas pelo mundo, com vocação missionária. A inauguração oficial da clausura é em 4 de setembro de 2022, com uma missa, presidida pelo arcebispo de Évora, Francisco Senra Coelho.